# Jim Hannan
Pour les articles homonymes, voir Hannan.

a Compétitions nationales et continentales officielles uniquement.

b Matchs officiels uniquement.
James « Jim » Hannan, né en 1864 à Newport et mort le 22 juin 1905 dans la même ville, est un joueur de rugby à XV international gallois. Il évolue au poste d'avant tant en sélection nationale qu'avec le club de Newport.

## Carrière
Le joueur est fort tactiquement, excellent dans le secteur de la mêlée, avec un rôle-clé dans la bonne tenue du Newport RFC dans ce secteur dans les années 1880,.
Il joue pour la première fois à Newport lors de la saison 1884-1885, mais il ne joue pas beaucoup. La saison suivante, il est un joueur titulaire de l'équipe première, entouré par de nombreux internationaux gallois. Lors de la saison 1891-1892, Hannan fait partie de l'équipe qui termine l'année invaincue.
Hannan honore sa première cape internationale quand il est retenu avec la formation qui affronte une nouvelle équipe sur le sol gallois, l'équipe des Māori de Nouvelle-Zélande de rugby à XV en tournée en 1888 et 1889 le 22 décembre 1888 et il inscrit un essai au cours de la rencontre. En huit années, Jim Hannan est sélectionné à dix-huit autres reprises dans le cadre du tournoi britannique. Il fait ainsi partie de l'équipe qui l'emporte pour la première fois contre l'équipe d'Angleterre en 1890 à Dewsbury,. Il joue l'intégralité du tournoi britannique en 1893 ; les joueurs du XV du Chardon remportent pour la première fois le championnat, tout en réussissant également la Triple Couronne sous le capitanat d'Arthur Gould.

## Palmarès
Jim Hannan remporte le tournoi britannique une seule fois en 1893 en gagnant les trois matches et la Triple Couronne. Au niveau des clubs, les clubs gallois, comme les clubs anglais, conviennent de rencontres amicales et ne disputent pas de championnat officiel. Jim Hannan ne peut donc pas remporter de trophée en club.

## Statistiques

### En club
Jim Hannan dispute onze saisons avec le Newport RFC au cours desquelles il joue 223 rencontres et marque 62 points. 

### En équipe nationale
En huit années, Jim Hannan dispute 19 matches avec l'équipe du pays de Galles au cours desquels il marque deux points (deux essais). Il participe à sept tournois britanniques.